# Venkovský dům malíře Františka Skály
Venkovský dům malíře Františka Skály v Novém Strašecí je obytný dům, který stojí v místech zaniklého větrného mlýna mezi ulicemi Nad Větrákem, Pod Větrákem a Nádražní na návětrné straně Mackovy hory v západní části města.
Od roku 2011 je chráněn jako nemovitá kulturní památka České republiky.

## Historie
Když byl v 80. letech 19. století zrušen místní větrný mlýn, byl stavební úpravou a přístavbou změněn manželi Stříbrzkovými na hostinec. Ve 20. letech 20. století prošel dům přestavbou.

## Popis
Stavba je totožná s původním vedlejším stavením mlýna. Přízemní dům je postaven na obdélném půdorysu. Má sedlovou střechu krytou bobrovkami. Jeho jižní průčelí je členěno pěti okenními osami, směrem zleva dvěma dvoukřídlými okny, vstupními dveřmi a dvoukřídlým oknem.

V krajní východní ose je vjezd do stodoly. Fasáda průčelí má zjednodušený secesní výraz a průčelí člení na vertikální vpadlé rámy s hladkou omítkou a strukturovanou hrubou omítkou ve výplních.
Zděný štít je na západní štítové straně prolomen dvěma okenními otvory a člení jej jedno dvoukřídlé šestitabulkové okno. Okna v přízemí mají téměř čtvercový tvar a jsou opatřena mřížemi. Dvoukřídlé vstupní domovní dveře mají rámové konstrukce s plnými výplněmi a proskleným nadsvětlíkem.
Podkroví bylo vybudováno dodatečně. Je prosvětleno dvěma dřevěnými vikýři pultové konstrukce. V interiéru má dům trojdílnou dispozici se středovou komunikační chodbou. Obytná část je plochostropá s výjimkou místnosti v zadním traktu, která je zastropena plochou valenou segmentovou klenbou, zdobenou šablonovým vzorem. Podlahy v místnostech jsou prkenné, podlahu chodby pokrývá na koso položená dlažba.
Do bývalého ateliéru malíře Františka Skály (1923-2011) a do obytného podkroví se vstupuje z prostoru stodoly vloženým dřevěným schodištěm. V podkroví jsou zabudované konstrukce a stavební prvky z různých zaniklých objektů.

## Větrný mlýn
Zděný větrný mlýn holandského typu postavil Václav Josífek roku 1832 na svém poli. Jeho plášť byl z opuky; svrchní část tvořily dřevěné obruby s okenicemi a celodřevěná střecha. Vrchní konstrukce se otáčela celá po otevření určitého počtu okenic. Od této konstrukce byl poháněn svislý hřídel, na jehož spodním konci byl upevněn mlýnský kámen.
Po roce 1870 začal mlýn chátrat z důvodu vysokých nákladů na jeho údržbu; také již nebyl schopen konkurovat zdejšímu parnímu mlýnu. V 80. letech 19. století byl zrušen, prošel stavební úpravou a spolu s novou přístavbou změněn na hostinec. Roku 1889 byl mlýn stržen.